# Mauzolej Eltz u Vukovaru
Mauzolej Eltz u Vukovaru nalazi se u Ulici 204. vukovarske brigade na groblju u Novom Vukovaru (naselje Olajnica) odmah do glavnog gradskog stadiona. Igrađen između 1907. i 1909. godine kao grobna kapela vukovarske vlastelinske obitelji Eltz u stilu neobaroka s elementima neoklasicizma. Kapelu Kristova Uzašašća projektirao je V. Siedeck 1905. godine. Iako je zaštićeno kulturno dobro objekt nije bio poštedjen razaranja u ratu 1991. tako da je u tijeku njegova konzervacija i obnova.